# 571

## أحداث
- فشل حملة عسكرية بقيادة أبرهة الحبشي على مكة لهدم الكعبة باستخدام فيل، وسمي العام القمري لذلك بعام الفيل.

## مواليد

### آسيا
- 22 أبريل مولد النبي محمد في مكة (أو 20 أبريل حسب التقويم الميلادي القديم) وهو يوافق تقريباً 12 ربيع الأول 53 ق هـ
- أبو سفيان بن الحارث، ابن عم الرسول محمد بن عبد الله (ص)، صحابي، شاعر
- يانغ يون، أمير صيني، ابن إمبراطور مملكة سوي. سممته زوجته انتقاما من انشغاله بالمحظيات
- وانغ غوي، مستشار صيني في عهد إمبراطورية سلالة تانغ
- لي جينغ، قائد عسكري صيني في عهد إمبراطورية سلالة تانغ

## وفيات

### آسيا
- الإمبراطور كيمي، إمبراطور ياباني (ولد سنة 509)
- تريو فيت فونغ، حاكم فيتنام ومحررها من الهيمنة الصينية الثانية

### أوروبا
- باولينوس الأول الأكويلي، أول بطريرك في أكويليا